# HK 2016 Trebišov
Der HK 2016 Trebišov (durch Sponsoring HK Steel Team Trebišov) ist ein slowakischer Eishockeyverein aus Trebišov. Der Verein spielt seit 2025 in der 2. hokejová liga, der dritthöchsten Liga im slowakischen Eishockey. Der Verein wurde ursprünglich 1992 als HK Trebišov gegründet.

## Geschichte

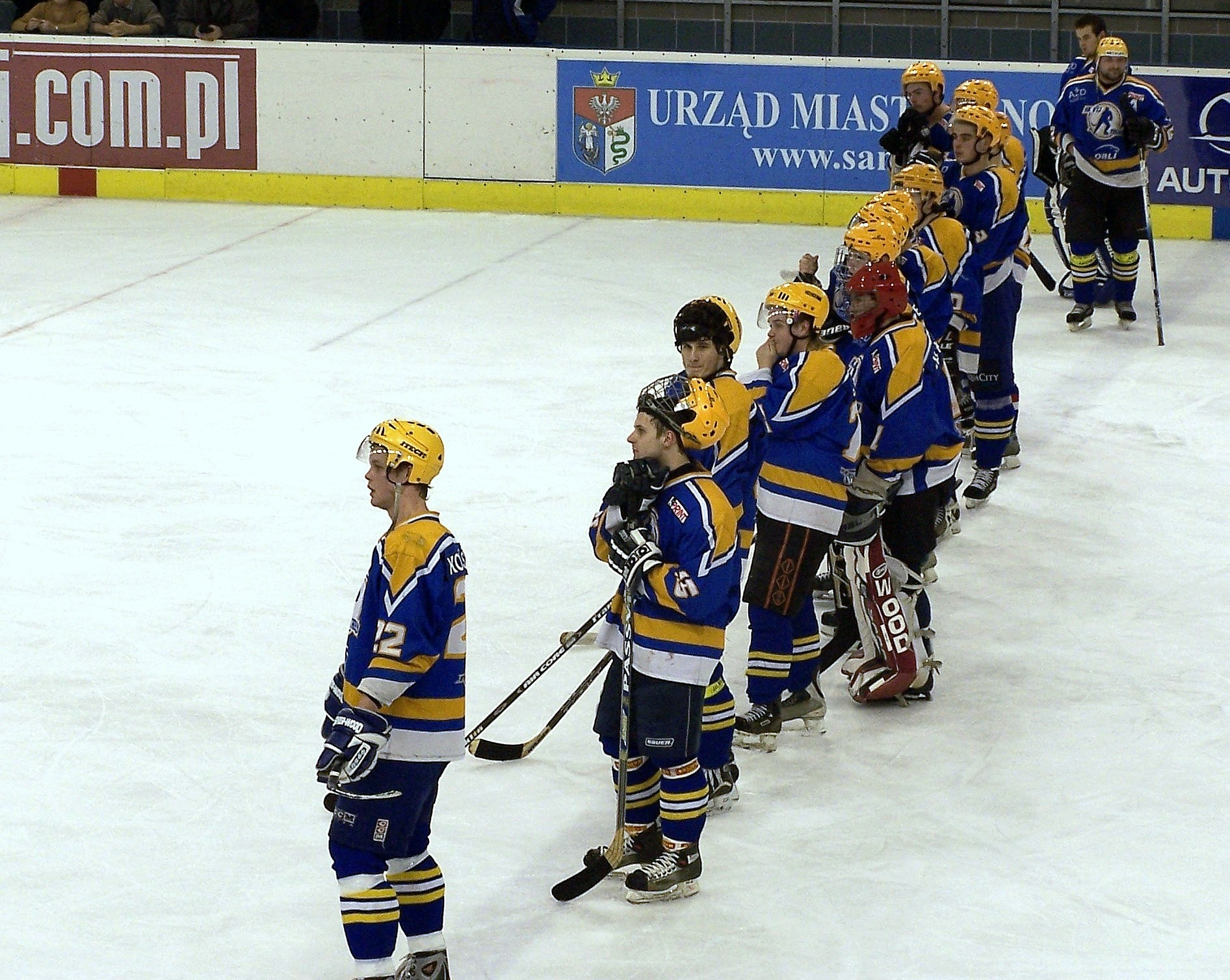
Spieler des Klubs (2006)

Der HK Trebišov wurde 1992 gegründet und spielte über viele Jahre in der zweitklassigen 1. Liga. Nach der Saison 2012/13 stieg der Klub in die 2. Liga ab und musste während der Saison 2013/14 aufgrund von Geldproblemen den Spielbetrieb der Herrenmannschaft einstellen. Zur Saison 2016/17 wurde erneut eine Herrenmannschaft für den Spielbetrieb gemeldet und der Klub in HK 2016 Trebišov umbenannt. Der Spielbetrieb wurde anschließend in der 2. Liga, der dritthöchsten Liga im slowakischen Eishockey, aufgenommen. Aufgrund von Sponsoring nannte sich der Verein in der Saison 2021/22 in HK STEEL TEAM Trebišov um. Zudem konnte der Verein in dieser Saison seinen bisher größten Erfolg feiern. In den Playoffs der 2. Liga erreichte er das Finale, wo das Team auf den HKM Rimavská Sobota traf. Im Best-of-Five-Modus setzte sich der Klub mit 3:0 durch. Durch den Meistertitel qualifizierte sich der HK 2016 Trebišov für die Relegationsspiele gegen den Letztplatzierten der 1. Liga. In diesen musste das Team sich im entscheidenden siebten Spiel den HK Brezno geschlagen geben und verpasste den Aufstieg.
2023 wurde der Klub in die zweite Spielklasse (Slovenská hokejová liga) aufgenommen, aus der Trebišov 2025 in die 2. Liga abstieg.